# Собор Святой Троицы (Колпино)
Свя́то-Тро́ицкий собо́р — православный храм в городе Колпино (Санкт-Петербург), на берегу реки Ижоры. Является преемником одноимённого разрушенного в 1958 году собора, находившегося в другом месте.
Храм относится к Санкт-Петербургской епархии Русской православной церкви, является центром Колпинского благочиния. Настоятель — протоиерей Александр Селиванов.

## История

### Храмы-предшественники
В декабре 1722 года Ижорских пильных мельницах была заложена первая полотняная церковь святителя Николая Чудотворца, которую освятили 6 (17) мая 1723 года.
26 сентября (7 октября) 1735 года рядом с ней была освящена деревянная церковь Святой Троицы с приделом святителя Николая Чудотворца.

### Первый Троицкий собор
3 (14) августа 1758 года рядом с деревянным храмом была заложена новая каменная церковь во имя Святой Троицы с приделами Тихвинской иконы Божией Матери и святителя Николая Чудотворца. Она была освящена только в 1773 году. Автором проекта, вероятно, был Савва Чевакинский.
Храм состоял при Колпинском Ижорском заводе Морского ведомства.
29 марта 1918 года церкви придан статус соборного храма.
3 января 1919 года Троицкий собор стал центром Колпинского прихода, объединившего все храмы города.
В июле 1932 года Президиумом Леноблисполкома была осуществлена попытка закрыть собор с последующей передачей его под нужды поликлиники. 5 июня 1938 года с колокольни были сняты все остававшиеся на то время колокола. 29 марта 1937 года постановлением Леноблисполкома Троицкий собор был окончательно закрыт.
В 1938 году была разрушена церковная ограда вокруг храма. Собор был переоборудован под кинотеатр «Луч», открывшийся в сентябре. В связи с наступлением немецких войск в августе 1941 года спецгруппой НКВД была взорвана верхняя часть колокольни.
После Великой Отечественной войны жители Колпино ходатайствовали о возвращении собора. Однако 10 января 1949 года Ленсовет отклонил ходатайство. 5 ноября 1951 года было остановлено прошение Отдела по делам музеев и охраны памятников восстановлении собора: распоряжением Совета Министров РСФСР об исключении здания храма из списка памятников архитектуры. В 1957—1958 годах собор окончательно снесён.
В 1980 году на территории, частично примыкавшей к Троицкому собору, был построен спортивный зал Ленинградского металлургического техникума, что сделало невозможным восстановление собора на прежнем месте.
29 августа 1996 года в городском саду, в пределах бывшей церковной ограды, были установлены памятный деревянный «Ижорский крест», посвящённый утраченному Троицкому собору. Его открытие было приурочено к 55-летию первого обстрела Колпино. Именно этот день стал началом гибели собора. Установку осуществил Ижорский региональный общественный фонд молодёжных и военно-исторических программ «КАЧУР».

#### Архитектура, убранство
Комплекс Троицкого собора состоял из собственно храма и отдельно стоящей к западу надвратной колокольни. В 1901 году к северу и к югу от колокольни были построены и освящены две каменные часовни.
Здание собора представляло собой пятиглавую церковь, с одним доминирующим центральным куполом и четырьмя малыми, расположенными по диагоналям. Оно имело в плане форму креста. С востока была закругленная алтарная апсида. С запада на восток собор имел ширину 33,6 метра, а с севера на юг — 29,5 метра.
Перед главным западным фасадом находилась гранитная паперть с лестницей на три стороны в пять ступеней. Над центральным входом в храм в киоте из красного дерева находился образ Святой Троицы.
Внутренние своды храма опирались на 4 четырёхгранных каменных столпа. Колонны эти со всех сторон были украшены иконами в больших киотах.
Центральный трёхъярусный иконостас был нежно-голубого цвета с шестнадцатью позолоченными колоннами и позолоченными фигурами десяти ангелов. На позолоченных резных Царских вратах в серебряных ризах находились иконы Благовещения Пресвятой Богородицы и четырёх Евангелистов.
Каменная трёхъярусная колокольня была высотой 53 метра и выходила своим фасадом на Соборную улицу (ныне улица Урицкого). В её средней части находились ворота. Колокольня завершалась высоким колоколообразным ребристым куполом со шпилем, общая высота которого с куполом составляла 23,5 метра.
Колокола помещались на двух ярусах. Самый большой колокол, весом 8,3 тонны, находился в верхнем ярусе. Рядом помещался ещё один колокол, чуть меньше, весом 5,4 тонны. Остальные колокола помещались на нижнем ярусе, среди них находились и отлитые в XVIII веке. Здесь же находились ещё семь колоколов небольшого веса.
Колокольня Троицкой церкви являлась главной доминантой Колпино и была видна за много километров от него. По оси с этой колокольней на левом берегу Ижоры был пробит Царскосельский проспект (теперь проспект Ленина) в сторону Московского тракта (теперь Московское шоссе).

#### Чудотворная икона
Главной святыней храма являлся чудотворный образ святителя Николая Чудотворца. Он находился у правого клироса в резном золоченом киоте под сенью. Явление образа произошло в 1713 году. Икона была украшена золотыми ризой и венцом с бриллиантами и драгоценными камнями. В 1797 года ежегодно с иконой проходил крестный ход от Троицкого собора к Ям-Ижорской часовне.

Икона Св. Николая, явившаяся 23 декабря 1713 года рабочему Иакову, который страдал цинготной болезнью, лежал в больнице при старой пильной мельнице. Длина иконы 8 вершков, ширина — 6 вершков. Риза на ней серебряная, 84-й пробы, вызолоченная, весом 1 фунт 49 зол., обложена множеством драгоценных камней… 

Икона помещена в серебряном позолоченном киоте, в котором серебра 6 ф. 13 зол. Изображение чудес угодника, вокруг иконы, также обложено сребропозлащённой ризой, в которой весу 18 ф. 30 зол.

На ризе находится следующая надпись:

1713 года, месяца Декембрия, в 23-й день, на реке Ижоре, на пильной мельнице, явися образ Святителя Николая сицевым образом. В том же 1713 годе, в ноябре и декабре месяцах, бывшие работные люди при той же пильной мельнице в работе, лежали чревною болезнью и опухолью кожною, то есть цинготною; и многие работные люди мерли; а в том декабре месяце, 22 числа, в нощи явился сей образ Святителя и Чудотворца Николая, в больнице, работному человеку, каргопольского уезда, именем Иакову, который лежал такою же болезнью, близ смерти, с прочими больными, и велел свой святый образ с оной больницы снять, понеже оной образ лежал тамо на земли, никому не ведом и не брегом, и весьма обветшавши.
И по свидетельству оного работного человека оный святой образ поновлен 1714 года, февраля 5-го дня, тщанием и радением в бытность при той ижорской пильной мельнице дворянина Феокриста Абрамовича сына Вындомского, с прочими боголюбивыми мужи, и от того времени оная болезнь престала и быша здоровье появления Святителя и Чудотворца Николая образ, иже доднесь всем видим бысть." 1884 год.
В 1937 году после закрытия собора чудотворная икона была изъята местными властями и бесследно исчезла. До сегодняшнего дня о её судьбе так ничего и не известно. Находившаяся в 1947—2013 годах в Троицкой церкви «Кулич и Пасха» на Шлиссельбургском проспекте в Санкт-Петербурге икона Св. Николая, представляющая собой один из списков чудотворной иконы, была передана в него в декабре 1947 года жительницами Колпино Пелагеей Ивановной Пискаревой и её сестрой Параскевой, которые нашли эту икону в 1941 году на пепелище Колпинской Никольской кладбищенской церкви, сгоревшей в августе того же года в результате обстрела.
13 декабря 2013 года икона Святителя Николая была перевезена из Троицкой церкви «Кулич и Пасха» в колпинский Троицкий собор, где с этого времени и находится в киоте, с южной стороны от алтаря.

### Современный храм
Работы по возведению нового собора по проекту архитектора Сергея Игоревича Крюкова были начаты осенью 2003 года. Для строительства храма было отведено место на берегу реки Ижоры. На старом месте восстановить собор не представляется возможным по причине застроенности бывшего церковного участка.
Торжественная закладка была совершена 19 декабря 2004 года благочинным Царскосельского округа протоиереем Геннадием Зверевым.
Первая литургия была отслужена в престольный праздник 11 июня 2006 года в ещё строящемся соборе. В 2007 году собор был уже вчерне возведён. Начались отделочные работы. В 2009 году был установлен постоянный иконостас.
Торжественное освящение главного придела собора совершил 19 декабря 2009 года епископ Петергофский Маркелл (Ветров). Правый боковой придел освящён малым чином во имя Покрова Пресвятой Богородицы.
Рядом с собором построен двухэтажный церковный дом (нижний этаж каменный, верхний- деревянный), здание Центра Духовно-Нравственного Воспитания, в котором также осуществляет свою деятельность Русская классическая школа.
За алтарём собора (фактически в ограде Никольской церкви) к настоящему времени находятся четыре могилы: первого псаломщика Свято-Троицкого собора Дмитрия Сергеевича Ермакова (1975—2009); одного из благотворителей Свято-Троицкого прихода председателя Совета директоров ОАО «Домостроительный комбинат № 5» Реджинальда (в крещении — Кондрата) Алексеевича Кондратьева (1950—2014); первого настоятеля прихода протоиерея Сергия Ромадова (1962—2017) и одного из учредителей ООО «Экспрессбалт» и благотворителя прихода Сергея Александровича Кожемякина (1949—2017).
Рядом с могилами, 5 сентября 2015 г. был открыт небольшой обелиск из красного гранита с надписью «В память о сынах и дочерях защитниках земли Ижорской». Внизу обелиска укреплена табличка с текстом: «Закладной камень на месте будущего памятника установлен в год 70-летия Победы советского народа в Великой Отечественной войне 1941—1945 годов».
С 2010 года по 2017 год приход издавал собственную газету «Свято-Троицкий вестник».

## Архитектура
Здание собора располагается на берегу разлива реки Ижоры.
Собор представляет собой двухпредельный храм с колокольней. На подвальной части предусмотрены технические помещения.
Большие поверхности гладких стен прорезанные узкими оконными проемами, оживлены характерными для средневековых русских храмов папертями и крыльцами. Конструктивная схема устройства здания также традиционна для русских православных храмов. Купол расположен на барабане, который опирается на арки, передающие нагрузку на фундамент через столбы.
Стены храма внутри белые. Центральный иконостас пятиярусный, боковой — двухъярусный.

## Приписные храмы прихода
- Церковь святителя Николая Чудотворца (Колпино, Пролетарская улица, 2). Закладка деревянного храма по проекту С. И. Крюкова состоялась 6 сентября 1997 года. Малое освящение совершил 5 июля 1998 года её первый настоятель иерей Сергий Ромадов. Храм — шатровый двуглавый деревянный. Иконостас церкви представляет собой невысокую алтарную преграду. На период строительства Свято-Троицкого собора в Никольском храме проходили практически все службы. Ныне в храме проводятся богослужения при участии Молодёжного хора.
- Часовня Тихвинской иконы Божией Матери при Колпинском морге (Колпино, Павловская улица, дом 12) была освящена 4 июня 1998 года протоиереем Геннадием Зверевым и предназначена для совершения отпеваний.
- Часовня преподобного Георгия Хозевита при Колпинском хлебозаводе (Колпино, Межевая улица, дом 26), устроенная по инициативе администрации завода и освящённая 10 февраля 2000 года протоиереем Анатолием Морозом в сослужении колпинского и тосненского духовенства.
- Храм преподобного Серафима Саровского при колонии усиленного режима (УС 20/4) в посёлке Форносово.

## Духовенство
| Настоятели церкви                                  | Настоятели церкви                                             |
| Даты                                               | Настоятель                                                    |
| -------------------------------------------------- | ------------------------------------------------------------- |
| … — 1733 — 23 ноября (4 декабря) 1751              | священник Павел Иванов (1673—1751)                            |
| 19 (30) марта 1752 — 25 сентября (6 октября) 1778  | священник Николай Григорьев (1706—1778)                       |
| 18 (29) января 1779 — 1 (12) декабря 1783          | протоиерей Василий Никитин (1718—1783)                        |
| декабрь 1783 — 7 (18) марта 1787                   | священник Пётр Львов (1720?—1787)                             |
| 1787 — март 1800                                   | священник Пётр Николаев (1746—после 1800)                     |
| март 1800 — 25 июля (6 августа) 1805               | священник Пётр Иванович Шишов (1735?—1805)                    |
| март 1805 — 27 мая (8 июня) 1809                   | священник Михаил Петрович Львов (1756?—1809)                  |
| 15 (17) августа 1809 — 10 (22) января 1823         | священник Захарий Семёнов (1768—1823)                         |
| 17 (29) января 1823 — после 1826                   | священник Евлогий Логиневский (1791—после 1827)               |
| 1835 — …                                           | священник Симеон Стратанович                                  |
| до 1839—1841                                       | священник (с 1839 — протоиерей) Павел Кондрацкий              |
| 1841 — 21 февраля (5 марта) 1875                   | протоиерей Павел Максимович Красев (1807—1875)                |
| 1875—1883                                          | священник Алексий Успенский                                   |
| 1883 — 3 (15) декабря 1892                         | протоиерей Пётр Петрович Иванов (1833—1892)                   |
| 14 (26) декабря 1892 — 30 октября (12 ноября) 1910 | протоиерей Михаил Матвеевич Георгиевский (1844—1910)          |
| 4 (17) ноября 1910 — 23 сентября (6 октября) 1915  | протоиерей Иоанн Николаевич Соколов (1861—1930)               |
| 23 сентября (6 октября) 1915 — 9 (22) ноября 1915  | протоиерей Димитрий Александрович Павский (1874—после 1915)   |
| 9 (22) ноября 1915 — декабрь 1931                  | протоиерей Александр Боярский (1885—1937)                     |
| декабрь 1931 — 28 февраля 1937                     | протоиерей Сергий Константинович Брудинский (1904—после 1937) |
| 1937—1997                                          | период ликвидации прихода                                     |
| 1997—1998                                          | священник Сергий Александрович Ромадов (1962—2017)            |
| 1998 — настоящее время                             | протоиерей Александр Владимирович Селиванов (род. 1966)       |